# Heidelberg Black Knights
Die Heidelberg Black Knights waren ein deutscher American-Football-Verein aus Heidelberg.

## Geschichte
1985 spielten die Heidelberg Black Knights in der Regionalliga Mitte, von 1986 bis 1988 in der 2. Bundesliga Mitte, danach in der Verbandsliga Baden-Württemberg, 1995 nur noch in der Bezirksliga Baden-Württemberg. Ab 1997 traten sie als Heidelberg Toreros auf, zunächst in der Verbandsliga Baden-Württemberg, dann in der Oberliga Baden-Württemberg bis 2003.

## Mannschaften
- Senior Tackle Team
- Junior Tackle Team U19